# Línia 3 del metro lleuger de Madrid
La Línia 3 del metro lleuger de Madrid és una línia de metro lleuger en superfície de la xarxa del metro de Madrid. Aquesta línia connecta les estacions de Colonia Jardín i Puerta de Boadilla.